# Читтагонг
Читтагонг (також Чаттограм; бенг. চট্টগ্রাম, Chôţţogram, англ. Chittagong/Chattogram) — місто в Бангладеш, адміністративний центр однойменного регіону, друге за значенням місто країни. Воно розташоване на правому березі річки Карнафулі. Є міжнародний аеропорт «Шах Аманат».
Відоме найдовшим причалом-кладовищем морських суден, де здійснюється їх утилізація.

## Історія
За однією з версій Читтагонг отримав свою назву від злиття арабського слова Shat (дельта) із словом Ganga (Ганг), що означає, що місто знаходиться у гирлі р. Ганг. Округ отримав свою назву на честь міста.
Місто Читтагонг привертало увагу зовнішнього світу з давніх часів. Араби знали про порт у IX сторіччі н. е. Де Баррос, перший із значних португальських літописців, що писали про Азію, в 1552 р. описував Читтагонг як «найвідоміше і найбагатше місто Бенгальського королівства завдяки наявності у нього порту, в якому перетинаються дороги всього східного регіону».
Рання історія Читтагонга не дуже ясна. Бірманські хроніки говорять про довгу чергу королів в області Аракан, яка включала Читтагонг в VI-VII ст. н. е. Імена цих королів незмінно закінчувалися титулом Чандра. Історик Лама Таранатх згадує короля буддиста Гопічандра, столицею держави якого в X сторіччі був Читтагонг. По Тибетським оповіданням Читтагонг був місцем народження буддійського тантриста Тілайоги (the Buddhist Tantric Tilayogi), який мешкав і працював у XX сторіччі. Яка б не була рання історія Читтагонга, вона стає зрозумілою з приходом у цю місцевість мусульман.
Гиясуддін Тугхлак поділив Бенгалію на три адміністративні райони: Лакхнауті, Сатгаон і Сонаргаон. У 1338 році Факхруддін Мубарак Шах захопив владу в Сонаргаоне, а незабаром захопив Читтагонг. Він побудував шосе від Чандпура до Читтагонга і прикрасив місто мечетями і усипальнями. У 1538 році араканці відновили своє правління в Читтагонгу після падіння режиму султана Гиясуддін Махмуд Шаху під натиском Шер Шаху. Моголи захопили Читтгонг у 1666 році У період між 1538 і 1666 роками португальці здійснювали набіги на Читтагонг і практично правили у ньому. Протягом цих 128 років Читтагонг став пристановищем для португальських і магхських (Magh) піратів. Захоплення Читтагонга моголами відновило мир і порядок як в районі в цілому, так і в Читтагонга зокрема. Проте, за часів португальської окупації місто Читтагонг і його порт придбали велику популярність як центри бізнесу і торгівлі. Протягом XVIII і XIX сторіч, з поступовим зростанням і розвитком Калькутти і, головним чином, унаслідок торговельної діяльності Східно-індійської Компанії, Читтагонг втратив минуле значення в регіоні.
Читтагонг знову набув популярність після поділу Бенгалії в 1905 році і утворення нової провінції Східна Бенгалія і Ассам. Завдяки будівництву Ассамської Бенгальської залізниці, яка з'єднала порт Читтагонг з віддаленими територіями, Читтагонг отримав сильний імпульс для свого розвитку в першій чверті XX сторіччя.
Історія Читтагонга відображає постійні спроби народу позбавитися від колоніального правління Британії. Під час Сипайського повстання 1857 року 2-а, 3-я і 4-а роти 34-ого Бенгальського піхотного полку розміщувалися в Читтагонгу. У ніч на 18-те листопада ці три роти повстали, звільнили всіх ув'язнених з в'язниці і залишили Читтагонг, забираючи з собою трьох державних слонів, спорядження і казну. Вони пройшли уздовж кордонів пагорбів Тіппера в Силхет і Качар. На жаль, вони були або убиті, або схоплені розвідниками Куки і солдатами з підрозділів легкої піхоти Силхета, що пізніше здобули популярність як гуркхи (10th Gurkha Rifles).
Населення Читтагонга всіляко підтримувало рухи халіфат і непокори. Коммуналістські повстання і різанина мусульман у Калькутті й інших частинах Індії в 1925 році, вилилися в підтримку населенням Читтагонга мусульманських лідерів Бенгалії, які боролися заради інтересів мусульман.
На початку XX сторіччя, коли терористичний рух набирав силу, група індуської молоді, очолювана Сурія Сіном (Surya Sen), створила підпільний гурт, відомий як «Республіканська Армія». У індуських районах міста були створені підпільні центри, в яких молодь проходила навчання, залучалася до терористичної діяльності і боролася проти британців впродовж багатьох років. У ніч на 18 серпня 1930 року 700 хлопців розділилися на декілька груп і в певний час одночасно атакували арсенал і військовий склад Допоміжного корпусу, захопили телефонну і телеграфну станції й перервали все зовнішнє спілкування, у тому числі і по залізниці. Проте, рух потерпів невдачу і арешти, що послідували потім, і страту через повішення Сурія Сіна 20 лютого 1933 року поклали кінець терористичної діяльності у Читтагонґу.
Під час 2-ї Світової війни британці використовували Читтагонг як важливу військову базу, що автоматично перетворило його на ціль для атак японців. Аеродром у Патенге бомбардувався протягом 2-х днів поспіль у квітні 1942 року, а потім знов 20 й 24 грудня того ж року. У результаті цього Читтагонг був оголошений нежитловою зоною і штаб-квартира комісара округу була перенесена в Коміллу (Comilla), а головний офіс Ассамської Бенгальської залізниці — до Дакки. Вся коштовна урядова документація була вивезена в Маймансингх(Mymensingh).
Війна змінила тихий маленький Читтагонг. Життя завирувало у ньому з новою силою. Значна присутність військ союзників, прибулих в основному з Британії, Австралії й Америки, відчувалася всюди на вулицях Читтагонга. Це виявлялося і в частих нальотах японської авіації, нічних затемненнях, присутності біженців з районів, окупованих японцями. Війна, не зважаючи на те що вона допомогла декому нажити величезні гроші на військових постачаннях, загалом принесла лише горе і страждання в результаті сильного голоду в 1943 році. Голод, як багато хто вважає, був спровокований британським урядом з метою змусити людей піти в армійські рекрутінгові центри, оскільки уряд потребував живої сили.
Місто Читтагонг зіграло значну роль у Визвольній війні Бангладеш 1971 році. Саме звідси вперше по радіо було оголошено про проголошення незалежності Бангладеш і початок Визвольної війни. Населення Читтагонга відмовилося надати окупаційній армії Пакистану вихід до моря і можливості для поповнення військ і переозброєння. Борці за свободу потопили безліч судів на фарватері річки Карнафулі, заблокувавши таким чином порт і можливість його використання пакистанською окупаційною армією. Все це вилилося у величезні людські й матеріальні втрати для Читтагонга в ході Визвольної війни.
Після звільнення Бангладеш і капітуляції пакистанських військ, в Читтагонгу потрібно було провести масові роботи по його відновленню і реконструкції. Протягом двох років після звільнення Читтагонг знов став функціонувати і як місто, і як порт. Тут треба відзначити значну допомогу, яку надав тоді Радянський Союз в очищенні акваторії порту від мін і затонулих судів. Роботи проводилися силами Тихоокеанської флотилії. При їх проведенні загинув радянський моряк Юрій Редькин, який був похований в Читтагонгу на території військово-морської академії Бангладеш. Над його могилою споруджений пам'ятник, до якого кожен рік 18 грудня — день народження Ю. Редькина — покладаються вінки.

## Клімат
Місто знаходиться у зоні, котра характеризується мусонним кліматом. Найтепліший місяць — травень із середньою температурою 28.5 °C (83.3 °F). Найхолодніший місяць — січень, із середньою температурою 19.9 °С (67.9 °F).
| Клімат Читтагонга       | Клімат Читтагонга | Клімат Читтагонга | Клімат Читтагонга | Клімат Читтагонга | Клімат Читтагонга | Клімат Читтагонга | Клімат Читтагонга | Клімат Читтагонга | Клімат Читтагонга | Клімат Читтагонга | Клімат Читтагонга | Клімат Читтагонга | Клімат Читтагонга |
| Показник                | Січ.              | Лют.              | Бер.              | Квіт.             | Трав.             | Черв.             | Лип.              | Серп.             | Вер.              | Жовт.             | Лист.             | Груд.             | Рік               |
| Абсолютний максимум, °C | 32                | 31                | 34                | 35                | 35                | 34                | 34                | 36                | 33                | 33                | 33                | 30                | 36                |
| Середній максимум, °C   | 26                | 28                | 30,6              | 31,8              | 32,3              | 31,5              | 30,9              | 31,1              | 31,5              | 31,5              | 29,8              | 27                | 30,2              |
| Середня температура, °C | 20                | 22,1              | 25,5              | 27,6              | 28,5              | 28,4              | 28                | 28,1              | 28,3              | 27,8              | 25,1              | 21,3              | 25,9              |
| Середній мінімум, °C    | 13,9              | 16,2              | 20,3              | 23,4              | 24,7              | 25,2              | 25,1              | 25,1              | 25,1              | 24                | 20,3              | 15,6              | 21,6              |
| Абсолютний мінімум, °C  | 11                | 12                | 16                | 18                | 19                | 21                | 22                | 21                | 22                | 20                | 11                | 11                | 11                |
| Норма опадів, мм        | 5.6               | 24.4              | 54.7              | 147.4             | 298.6             | 607.3             | 727               | 530.6             | 259.3             | 184.8             | 67.5              | 11.9              | 2919.1            |
| Днів з дощем            | 1                 | 2                 | 4                 | 8                 | 13                | 16                | 19                | 17                | 13                | 7                 | 3                 | 1                 | 104               |
| ----------------------- | ----------------- | ----------------- | ----------------- | ----------------- | ----------------- | ----------------- | ----------------- | ----------------- | ----------------- | ----------------- | ----------------- | ----------------- | ----------------- |
| Джерело: Weatherbase    |                   |                   |                   |                   |                   |                   |                   |                   |                   |                   |                   |                   |                   |